# 스페인 기상곡
《스페인 기상곡》(Capriccio Espagnol)은 니콜라이 림스키코르사코프가 1887년에 작곡한 작품이다.  그의 색채적인 관현악법의 특색이 가장 잘 발휘된 작품이다. 기상곡의 이름대로 일정한 형식은 없으며, 에스파냐의 민요와 춤곡·풍경 등을 매우 선명한 관현악법을 써서 묘사하였고, 매우 맑고 매력적이며, 강한 인상을 남기는 작품이다.

## 구성
총 다섯 개의 악장으로 되어 있다.
- 1악장: 아침의 노래
- 2악장: 변주곡
- 3악장: 아침의 노래
- 4악장: 정경과 집시의 노래
- 5악장: 아스투리아스의 판당고

## 악기 편성
- 목관악기: 피콜로, 플루트2, 오보에2(하나는 잉글리시 호른을 겸함), 클라리넷2, 바순2
- 금관악기: 호른4, 트럼펫(B♭, A)2, 트롬본3, 튜바
- 타악기: 팀파니, 큰북, 작은북, 트라이앵글, 심벌즈, 캐스터네츠, 탬버린
- 현악기: 현악 5부, 하프